# Upsetters 14 Dub Blackboard Jungle
(Lee "Scratch" Perry, Black Panta)
Upsetters 14 Dub Blackboard Jungle, anche conosciuto come Blackboard Jungle Dub, è un album dub del gruppo reggae giamaicano The Upsetters, prodotto da Lee "Scratch" Perry e in origine pubblicato in Giamaica dall'etichetta discografica Upsetter Records su LP nel 1973 in un numero limitato di 300 copie ed in versione stereo.
È considerato da molti uno dei primi album interamente dub ad essere mai stati pubblicati.

## Ristampe
Nel 1981 è stato ripubblicato, con un tracklist differente e un diverso missaggio, su etichette Upsetter Records e Clocktower con il titolo di Blackboard Jungle Dub.
È uscito anche, nel 1990, su etichetta RAS come parte del CD Scratch Attack!, contenente anche Scratch and Company: Chapter One e su etichetta Jet Star con il titolo Original Black Board Jungle Dub. In entrambi i casi con tracklist e missaggio diversi dall'originale.
L'album è stato pubblicato anche su Dub Triptych, un doppio CD del 2004 su etichetta Trojan Records e contenente tre album dub pubblicati da Perry agli inizi degli anni settanta: Blackboard Jungle Dub, Cloak and Dagger del 1973 e Revolution Dub del 1975.
La ristampa definitiva dell'album è quella della Auralux del 2004: rimasterizzata dall'originale mix del 1973 e ripubblicata con il titolo Upsetters 14 Dub Blackboard Jungle

## Tracce

### LP

#### Lato A
1. Black Panta - 4:40
2. V/S Panta Rock - 3:34
3. Khasha Macka - 3:52
4. Elephant Rock - 3:17
5. African Skank - 3:17
6. Dreamland Skank - 2:35
7. Jungle Jim - 2:56

#### Lato B
1. Drum Rock - 3:55
2. Dub Organizer - 3:25
3. Lovers Skank - 2:45
4. Mooving Skank - 2:48
5. Apeman Skank - 2:30
6. Jungle Fever - 2:22
7. Kaya Skank - 3:05

### CD
1. Black Panta - 4:40
2. V/S Panta Rock - 3:34
3. Khasha Macka - 3:52
4. Elephant Rock - 3:17
5. African Skank - 3:17
6. Dreamland Skank - 2:35
7. Jungle Jim - 2:56
8. Drum Rock - 3:55
9. Dub Organizez - 3:25
10. Lovers Skank - 2:45
11. Mooving Skank - 2:48
12. Apeman Skank - 2:30
13. Jungle Fever - 2:22
14. Kaya Skank - 3:05
15. Upsetting Rhythm #1 - 3:34
16. Upsetting Rhythm #2 - 3:29
17. Upsetting Rhythm #3 - 3:37
18. Happy Roots - 4:14

## Musicisti
- Produttore: Lee Perry
- Ingegneri del suono: Lee Perry & King Tubby
- Band di supporto: The Upsetters
- Batteria: Tin Legs, Carlton Barrett, Anthony Benbow Creary, Horsemouth Wallace
- Basso: Lloyd Parks, Bagga Walker, Aston "Family Man" Barrett
- Chitarra: Alva Reggie Lewis, Tony Chin, Sangie Davis, Barrington Daley
- Pianoforte: Gladdy Anderson, Tommy McCook
- Organo: Glen Adams, Winston Wright, Touter Harvey
- Trombone: Ron Wilson
- Tromba: Bobby Ellis
- Percussioni: Sticky, Lee Perry, Skully
- Melodica: Augustus Pablo

## Studi di registrazione
Registrato e mixato al Black Ark studio.